# ام‌اس‌ای برگا (۱۱۰۲)
ام‌اس‌ای برگا (۱۱۰۲) (به انگلیسی: MSA Brolga (1102)) یک کشتی بود که طول آن ۲۸٫۴۵ متر (۹۳٫۳ فوت) بود. این کشتی در سال ۱۹۷۵ ساخته شد.